# 南告水库
南告水库，位于中华人民共和国广东省陆河县，是螺河上游的一座中型水库，主要功能是发电，兼顾防洪、灌溉。工程于1974年动工，1985年竣工。水库集水面积152.7平方千米，总库容7870万立方米。拦河大坝为浆砌石重力坝，坝高78米，坝长240米。电站装机容量4.5万千瓦，年发电量1.37亿千瓦时。